# The Tall Men
The Tall Men is een Amerikaanse western uit 1955 onder regie van Raoul Walsh. De film werd destijds in Nederland uitgebracht onder de titel De rijzige rivalen.

## Verhaal
De broers Ben en Clint Allison zijn twee soldaten uit het geconfedereerde leger. Ze nemen deel aan een veetransport van Texas naar Montana in opdracht van de rijke Nathan Stark. Onderweg leren ze de mooie Nella kennen. De beide broers laten hun oog op haar vallen.

## Rolverdeling
| Acteur           | Personage           |
| ---------------- | ------------------- |
| Clark Gable      | Kolonel Ben Allison |
| Jane Russell     | Nella Turner        |
| Robert Ryan      | Nathan Stark        |
| Cameron Mitchell | Clint Allison       |
| Juan García      | Luis                |
| Harry Shannon    | Sam                 |
| Emile Meyer      | Chickasaw Charlie   |
| Steve Darrell    | Kolonel Norris      |